# Эвуна, Малик
Мали́к Эвуна́ (фр. Malick Evouna; 28 ноября 1992, Либревиль, Габон) — габонский футболист, нападающий португальского клуба «Санта-Клара» и сборной Габона.

## Карьера

### Клубная
Малик начал профессиональную карьеру в клубе «Серкль Мбери Спортиф», после 4 лет в котором нападающий перешёл в «Мунану».
В течение сезона 2012/13 Эвуна стал лучшим бомбардиром чемпионата, забив 12 мячей в 17 встречах, а также выиграл кубок Габона.
Успешная игра нападающего привлекла внимание марокканского «Видада», с которым он 19 сентября 2013 года подписал пятилетний контракт. 23 октября 2013 года Эвуна провёл первую встречу в чемпионате против ФЮС и забил два мяча, благодаря которым «Видад» одержал победу. В своём первом сезоне в Марокко Малик провёл 28 матчей и забил 8 мячей. В сезоне 2014/15 нападающий, отличившись 16 раз в 26 встречах, стал лучшим бомбардиром Ботолы 2014/15 и внёс значительный вклад в завоевание «Видадом» чемпионского титула.
11 июля 2015 года было объявлено о переходе Эвуна в каирский «Аль-Ахли».
В июле 2016 года Эвуна перешёл в китайский клуб «Тяньцзинь Тэда». В сезоне 2016 года габонец сыграл за китайский клуб 10 матчей, в которых забил 3 гола. «Тяньцзинь Тэда» вскоре вынужден был вести борьбу за сохранение места в Суперлиге, и Эвуна выпал из состава команды, в сезоне 2017 года не сыграв ни одного матча. Летом 2017 года несколько зарубежных клубов рассматривали возможность приобретения габонца. Эвуна некоторое время провёл на просмотре в швейцарском «Лугано», была информация о его возможном возвращении в «Аль-Ахли», а также об интересе английского «Бирмингем Сити», собиравшегося заплатить за футболиста 6 млн фунтов.
19 августа 2017 года Эвуна был отдан турецкому клубу «Коньяспор» в годичную аренду с возможностью выкупа контракта.

### В сборной
В сборной Габона нападающий дебютировал в 2012 году в товарищеской встрече со сборной Саудовской Аравии и отметился забитым мячом, принесшим победу его команде.
В январе 2015 года Эвуна вошёл в окончательный состав сборной Габона на Кубок африканских наций 2015. На африканском первенстве Аарон сыграл во всех трёх матчах группового этапа. В матче первого тура со сборной Буркина-Фасо Малику удалось отличиться забитым мячом.
| Голы Эвуна за сборную Габона | Голы Эвуна за сборную Габона | Голы Эвуна за сборную Габона               | Голы Эвуна за сборную Габона | Голы Эвуна за сборную Габона | Голы Эвуна за сборную Габона | Голы Эвуна за сборную Габона                     |
| №                            | Дата                         | Место проведения                           | Соперник                     | Голы                         | Счёт                         | Соревнование                                     |
| ---------------------------- | ---------------------------- | ------------------------------------------ | ---------------------------- | ---------------------------- | ---------------------------- | ------------------------------------------------ |
| 1                            | 11 сентября 2012             | Стад Пьерр Бриссон, Бове, Франция          | Саудовская Аравия            | 1:0                          | 1:0                          | Товарищеский матч                                |
| 2                            | 5 марта 2014                 | Марракеш, Марокко                          | Марокко                      | 1:0                          | 1:1                          | Товарищеский матч                                |
| 3                            | 15 октября 2014              | Стад ду 4 Аут, Уагадугу,Буркина-Фасо       | Буркина-Фасо                 | 1:1                          | 1:1                          | Кубок африканских наций 2015 (отборочный турнир) |
| 4                            | 19 ноября 2014               | Стад д’Ангондже, Либревиль, Габон          | Лесото                       | 2:0                          | 4:2                          | Кубок африканских наций 2015 (отборочный турнир) |
| 5                            | 19 ноября 2014               | Стад д’Ангондже, Либревиль, Габон          | Лесото                       | 4:2                          | 4:2                          | Кубок африканских наций 2015 (отборочный турнир) |
| 6                            | 17 января 2015               | Стадион в Бата, Бата,Экваториальная Гвинея | Буркина-Фасо                 | 2:0                          | 2:0                          | Кубок африканских наций 2015                     |
| 7                            | 25 марта 2015                | Стад Пьерр Бриссон, Бове, Франция          | Мали                         | 1:1                          | 4:3                          | Товарищеский матч                                |
| 8                            | 5 сентября 2015              | Стад д’Ангондже, Либревиль, Габон          | Судан                        | 1:0                          | 4:0                          | Кубок африканских наций 2017 (отборочный турнир) |
| 9                            | 5 сентября 2015              | Стад д’Ангондже, Либревиль, Габон          | Судан                        | 3:0                          | 4:0                          | Кубок африканских наций 2017 (отборочный турнир) |
| 10                           | 14 ноября 2015               | Стад д’Ангондже, Либревиль, Габон          | Мозамбик                     | 1:0                          | 1:0                          | Чемпионат мира 2018 (отборочный турнир)          |

## Достижения

### Командные
«Мунана»
- Обладатель Кубка Габона: 2013

«Видад»
- Чемпион Марокко: 2014/15

### Индивидуальные
- Лучший бомбардир чемпионата Габона: 2012/13
- Лучший бомбардир чемпионата Марокко: 2014/15